# راسیم کوریموف
راسیم کوریموف (انگلیسی: Rasim Kerimow؛ زادهٔ ۱۳ ژوئیهٔ ۱۹۷۹) بازیکن فوتبال اهل ترکمنستان بود.
از باشگاه‌هایی که در آن بازی کرده است می‌توان به باشگاه فوتبال آخال، باشگاه فوتبال چیتا، و باشگاه فوتبال نسا عشق‌آباد اشاره کرد.
وی همچنین در تیم ملی فوتبال ترکمنستان بازی کرده است.